# Правило соціально-екологічного заміщення
Правило соціально-екологічного заміщення — задоволення деяких потреб людини в певних життєвих умовах може бути до певної міри скомпенсировано більш повним задоволенням інших, функціонально близьких потреб.
Потреби людини почасти соціально-екологічно замінні. Виняток становлять лише так звані основні потреби, головним чином фізіолого-психологічного характеру. З правила соціально-екологічного заміщення випливає й те, що способи такого заміщення можуть бути різними. Навіть незамінні потреби задовольняються різними шляхами — збиранням, промислом, скотарством, землеробством і т. д. Всі ці форми господарства по-різному впливають на природу і її ж умовами визначаються. Відомі різні способи «перетворення» природи. Наприклад, розвиток сільського господарства в мисливсько-промислових районах або землеробських оазисів в пасовищно-промислових районах. Більш того, домінуюча культура здатна міняти сам тип господарства.
Пройшовши якусь фазу взаємодій з природою, суспільство, як правило, не може повернутися на попередній щабель, якщо не відбудуться якісь катастрофічні соціально-екологічні явища, що ведуть до суспільної деградації. Але й така деградація не є поверненням до історичного минулого. Скоріше, це згасання власної, а потім сприйняття нової «імпортної» культури.

## Ресурси Інтернету
- Правила и законы